# Daniel Barenboim

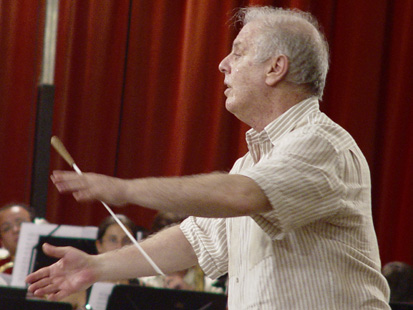
Daniel Barenboim, 2005

Daniel Barenboim, în ebraică: דניאל ברנבוים,  (n. 15 noiembrie 1942, Buenos Aires, Argentina) este un pianist și dirijor israelian, evreu originar din Argentina, care a fost directorul muzical al mai multor orchestre și instituții muzicale renumite din lume. A devenit, intre altele, directorul muzical al Operei din Berlin, iar in prezent al orchestrei Staatskapelle din Berlin care este și orchestra Operei de Stat din Berlin. În trecut Barenboim a fost directorul muzical al Orchestrei Simfonice din Chicago și al Orchestrei Paris, precum și director muzical al Operei „La Scala” din Milano.
Foarte apreciat în lume pentru performantele sale artistice, Barenboim este cunoscut și uneori controversat, prin activitatea sa de promovare a relațiilor dintre evreii și arabii din spațiul Palestinei istorice (Țara lui Israel) și prin rezervele sale față de politica Israelului. În anul 2002 a primit cetățenia spaniolă iar din ianuarie 2008 deține și cetățenia de onoare palestiniană.
A înregistrat un număr impresionant de discuri atât ca pianist cât și ca dirijor de orchestră.

## Biografie
Barenboim s-a născut în 1942 la Buenos Aires în familia unor profesori evrei de pian. Mama sa a început să-i predea primele lecții de pian de la vârsta de cinci ani. Apoi i-a fost profesor tatăl sau, Enrique Barenboim. Acesta nu credea în necesitatea unui antrenament anevoios, și de aceea Barenboim s-a mulțumit să exerseze numai două ore pe zi.  
În anul 1952 familia a emigrat în Israel. În același an la numai 10 ani a apărut în concerte muzicale la Roma și Viena.
Barenboim a studiat la Școala („Casa pedagogică”) „A.D.Gordon” din Tel Aviv iar apoi la Liceul Nou (Tihon Hadash) din oraș. În vara anului 1954 părinții l-au luat la Salzburg pentru a lua parte la lecțiile de dirijat ale lui Igor Markevich, beneficiind de o bursă a unui fond american destinat unor proiecte in Israel. În acea vară l-a întâlnit pe Wilhelm Furtwängler și a cântat sub bagheta acestuia. În 1955 a învățat la Paris armonie și compoziție cu Nadia Boulanger și a apărut  acolo în concerte publice. În anul 1956 a cântat la Londra, iar în 1957 la New York, sub conducerea lui Leopold Stokowski. Apoi a plecat în numeroase turnee  prin lume, inclusiv în Europa, SUA, America de Sud și Extremul Orient.
În 2023 a fost numit cetățean de onoare al orașului Berlin.